# Gottlieb Tesch

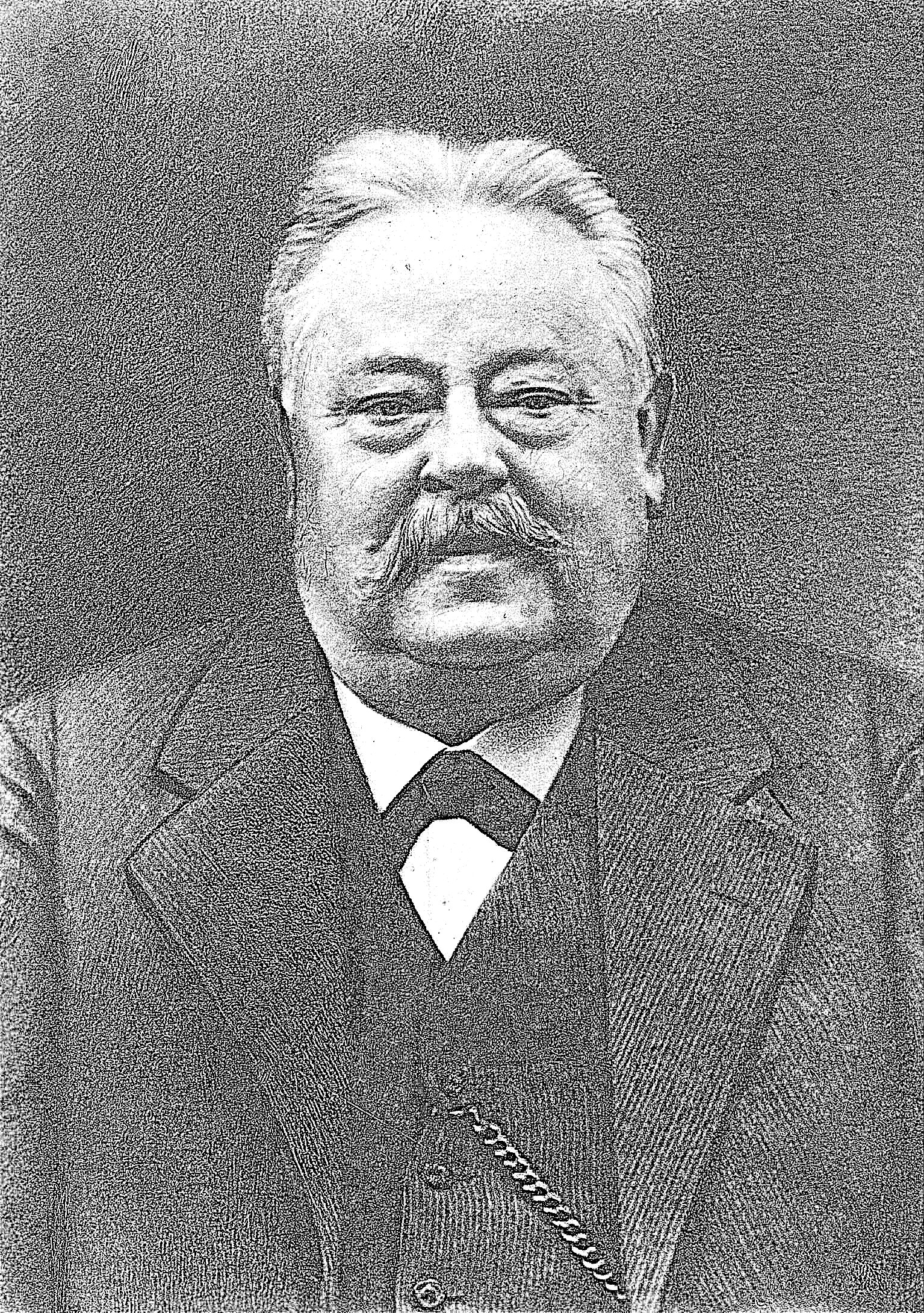
Gottlieb Tesch

Gottlieb Tesch (* 5. Februar 1849 in Kreuznach; † 17. Januar 1912 in Berlin) war ein deutscher Maurermeister und Bauunternehmer in Berlin. Unter seinem Namen begann 1876 die Geschichte der Firma Gottlieb Tesch, die bis in die heutige Zeit reicht.

## Leben
Seine Eltern waren der Wirt Hermann Tesch und dessen Ehefrau Maria Anna, geborene Bechtholdt, welche am 25. Januar 1836 heirateten. Sie bekamen mehrere Kinder. Darunter neben Gottlieb, den 1838 geborenen Hermann Tesch. Dieser war später der Besitzer der Brauerei Tesch in Kreuznach. Ihr beider Vater, Heinrich Tesch, verstarb am 12. November 1855. Die verwitwete Mutter lebte dann im Haushalt ihres Sohnes Hermann Tesch. Gottlieb Tesch ging in Kreuznach zur Schule.
Am 15. September 1876 gründete der Maurer Gottlieb Tesch in Berlin die „offene Handelsgesellschaft Gottlieb Tesch, Bauunternehmung“, die sich schnell erfolgreich entwickeln konnte. Alle wichtigen Verwaltungen und Institutionen der wachsenden Großstadt Berlin waren Auftraggeber der Firma.

Am 12. März 1885 heiratete er in Berlin Blanca Mayer (1861–1942). Das Ehepaar hatte drei Kinder. Elisabeth (1886–1902), Margarete, verheiratete Buse (1889–1945) und Johannes, genannt Hans (1892–1945). Gottlieb Tesch starb am 17. Januar in Berlin. 

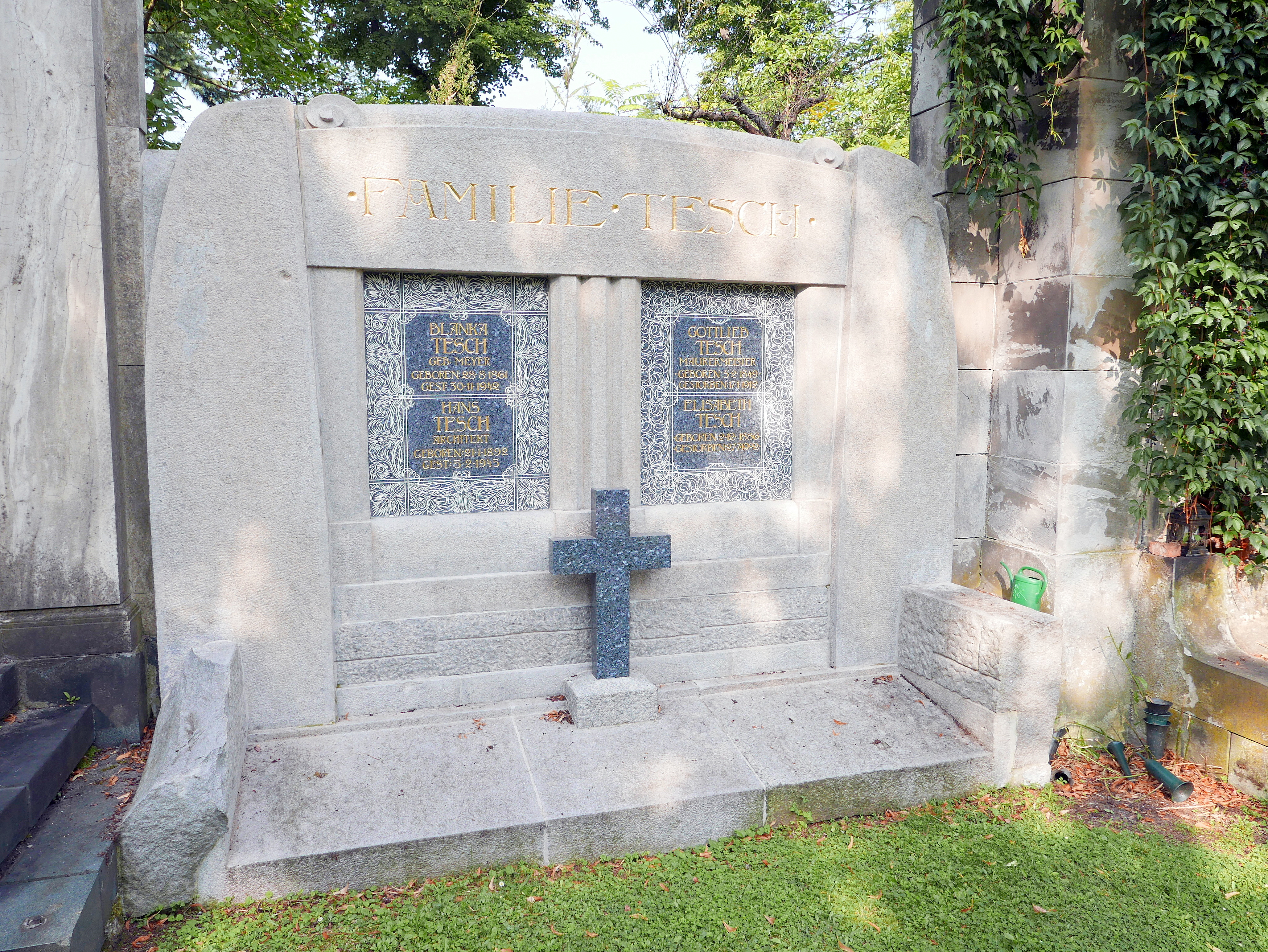
Familiengrab Tesch

Das Grab der Familie von Gottlieb Tesch befindet sich auf dem Luisenfriedhof III am Fürstenbrunner Weg in Berlin.

## Werk/Wirken

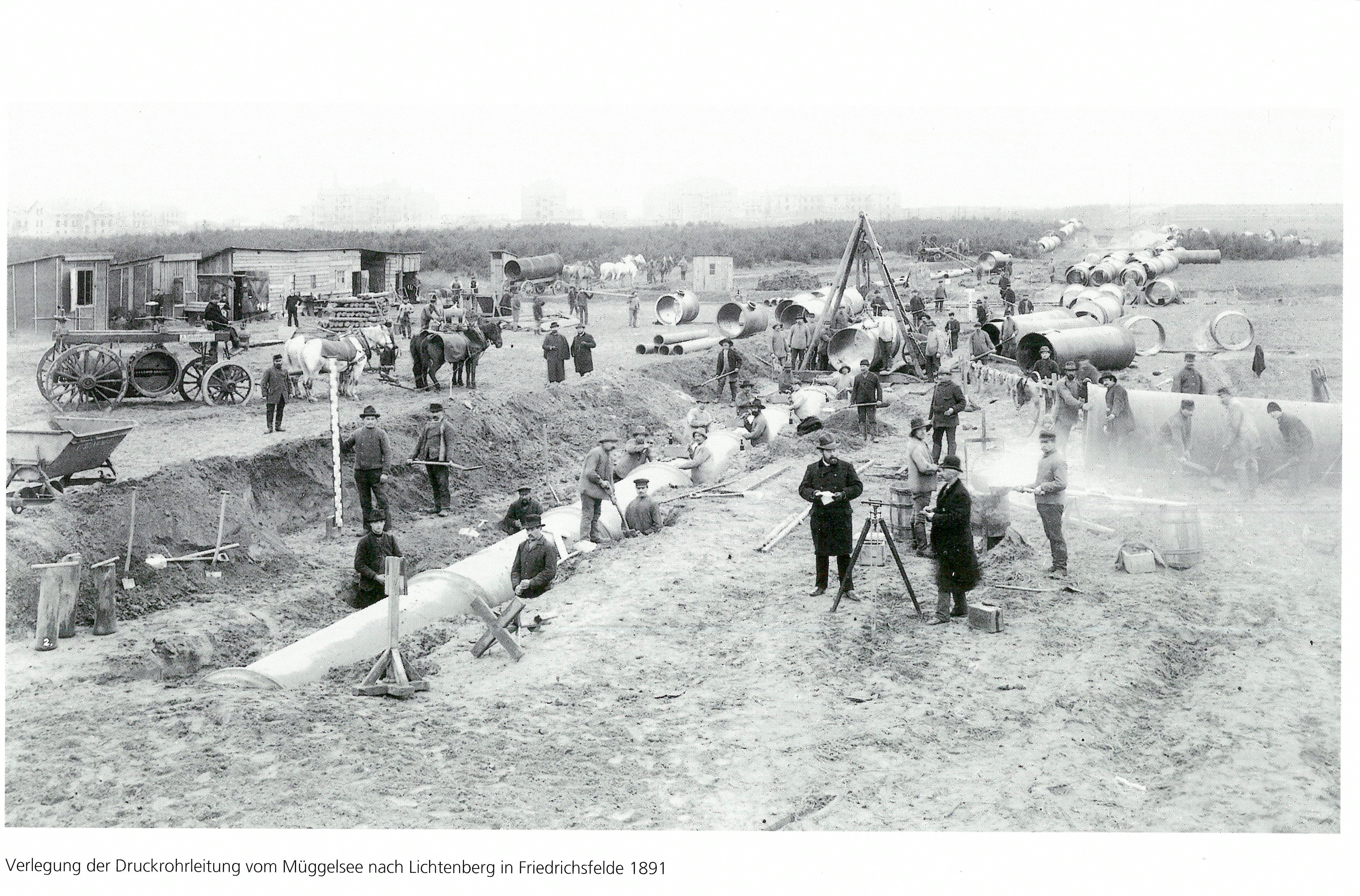
Rohrverlegung vom Wasserwerk Friedrichshagen nach Berlin-Lichtenberg 1891

Das 1876 gegründete Familienunternehmen entwickelte sich schnell als kompetente und zuverlässige Maurermeisterfirma auf dem Berliner Baumarkt. Das stellte Gottlieb Tesch schon 1879 beim Bau des Viaduktes der Berlin-Anhaltischen Eisenbahn unter Beweis. Die viergleisige Bahnbrücke verlief über den Landwehrkanal und den Straßen am Tempelhofer sowie dem Halleschen Ufer. Sie befand sich zwischen Schöneberger Brücke und Möckernbrücke. Heute erinnert an sie der Anhalter Steg. Im Dezember 1879 schrieb das „Wochenblatt für Architekten und Ingenieure“ aus Berlin auf Seite 282: "...gemauerte Teile des Viaductes, welche einschließlich der Fundirung von dem Herrn Maurermeister Tesch bewirkt wurde, bot keine besonderen Schwierigkeiten." Ein weiteres Bauvorhaben war der Bau des Wasserwerkes Friedrichshagen bei Berlin in den Jahren 1889-1899. Hier wurden Maschinenhäuser, Beamtenwohnhäuser, Filteranlagen, Kanalisation, Ufermaurer Wasserleitungen und Schornsteine gebaut. Die Bauwerke stehen heute unter Denkmalschutz.
1894 gründete Gottlieb Tesch eine eigene Betriebskrankenkasse. Diese Kasse existierte bis zum Ende des Zweiten Weltkrieges. Im Jahre 1895 hatte die Firma Gottlieb Tesch 143 Mitarbeiter.

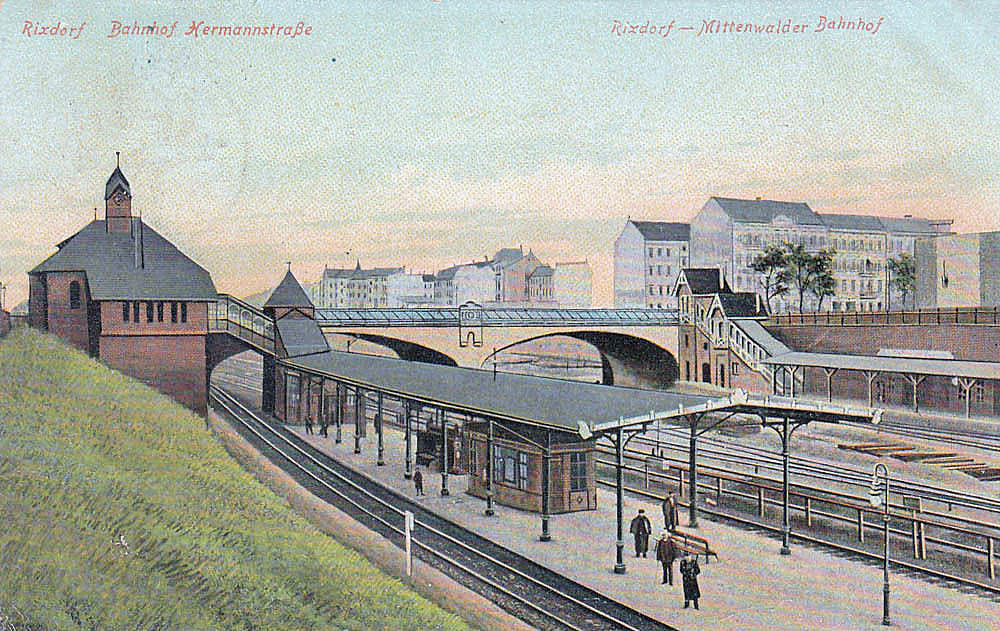
Betongelenkbrücke Ringbahnhof Hermannstraße in Berlin 1909 auf einer Postkarte

Am Bau des Amtsgericht Berlin-Mitte in den Jahren 1896 bis 1904 war die Firma von Gottlieb Tesch ebenfalls maßgeblich beteiligt. Hervorzuheben dabei waren die Maurerarbeiten am Hauptgewölbe. Welche " von der Firma Gottlieb Tesch in Berlin herrühren, sind nach Güte und Sachverständigkeit in bester Weise ausgeführt worden."  Für Trennwände, welche die Decken nicht belasten sollten, wurde eine gewölbeartig gemauerte Wandbauweise entwickelt, die später als "Teschsche Wand"  bezeichnet wurde, Gottlieb Tesch hatte keinen Musterschutz auf die Ausführungsweise gelegt und sie kam deshalb oft anderweitig zur Anwendung. Auch weil sie sich einfacher und billiger als vergleichbare gesetzlich geschützte Ausführungsweisen erwies.  Einige Berliner Brücken, wie die alte 1889 fertiggestellte Möckernbrücke, die 1892 errichtete Lutherbrücke am Schloss Bellevue oder die 1903 gebaute Lessingbrücke, sind durch die Firma Gottlieb Tesch entstanden. Dass Gottlieb Tesch von den neuen Möglichkeiten im Betonbau sehr angetan war, zeigte sich beim Bau einer Brücke über die Gleise der Ringbahn am Bahnhof Hermannstraße in Berlin-Neukölln in den Jahren 1903-1904. Es ist die erste Ausführung als Betongelenkbrücke für die Eisenbahndirektion Berlin. Auf dem Gebiet der Bohrpfahlgründungen und Eisenbetonpfahlgründungen für schwierige Gründungs- und Tiefbauarbeiten hatte Gottlieb Tesch in seiner Firma die Grundlagen gelegt. Auch mit Patenten zur Verbesserung von Betonrohrpfählen. Damit begründete er den Ruf der Firma als Spezialunternehmen. Aufträge für solche Bohrpfahlgründungen wurden 1901 beim Bau des Amtsgerichts Berlin-Wedding sowie beim Bau des Polizeipräsidiums Berlin-Charlottenburg im Jahr 1907 ausgeführt. Gottlieb Tesch entwickelte auch die Voraussetzungen für den Aufbau eines umfangreichen technischen Büros. Es war in der Lage allen Anforderungen hinsichtlich der Aufstellung von eigenen Entwürfen sowie statischen und dynamischen Berechnungen gerecht zu werden.
Im Januar 1905 bekam Maurermeister Gottlieb Tesch vom preußischen König den Roten Adlerorden 4.Klasse verliehen.
Nach Gottlieb Teschs Tod übernahm der Sohn Gottlieb Johannes Tesch die Firma.